# ザムトゲマインデ・フィンテル
ザムトゲマインデ・フィンテル (ドイツ語: Samtgemeinde Fintel) は、ドイツ連邦共和国ニーダーザクセン州ローテンブルク（ヴュンメ）郡に属すザムトゲマインデ（集合自治体）である。このザムトゲマインデでは5町村が行政業務を共同で処理している。

## 地理
コノザムトゲマインデは海抜25mから55mに位置する。

### 構成町村
このザムトゲマインデは、5つの町村で構成される。本部所在地のラウエンブリュックとフィンテル、ヘルフェジーク、シュテンメン、ファールデである。

## 歴史
構成町村の歴史は太古に遡る。考古学的出土品は、現在のザムトゲマインデの地域で3000年から4000年前の最初の入植地跡が発見されている。ザムトゲマインデの集落は中世（フィンテルは1105年、ヘルフェジークは1250年頃、ラウエンブリュックは1358年、シュテンメンは1351年、ファールデは1180年）に初めて記録されている。このザムトゲマインデの首邑であるラウエンブリュックはハインリヒ獅子公の創設に遡る。
ザムトゲマインデ・フィンテルは1970年に設立された。当時の自治体のフィンテル、ヘルフェジーク、ラウエンブリュック、シュテンメン、ファールデが自由意思で新たな自治体連合を形成した。

## 行政

### 議会
このザムトゲマインデの議会は21議席からなる。

### 首長
ザムトゲマインデ・フィンテルはニーダーザクセンのいくつかの自治体と同様に、「hauptamtlich Verwaltungsspitze」と「ehrenamtlicher Samtgemeindebürgermeister」の二頭体制で運営されていた。2008年から無所属のミヒャエル・ニーシュテットがザムトゲマインデの行政機能を統合した Santgemeindebürgermeister に就任した。

### 紋章
図柄: このザムトゲマインデの紋章は銀地に2本の青い波帯と5つの緑の円が描かれている。
意味: 2本の青い波帯は、ザムトゲマインデを流れる2本の川、ヴュンメ川とフィンタウ川を象徴している。5つの緑の円はザムトゲマインデを構成する5つの町村を表現している。

## 文化と見所

### 公園
ラウエンブリュック近郊には広大な野生公園がある。

## 経済と社会資本
フィンテルは、ヴュンメ川下流域の観光の中心地であり、オイロシュトラント休暇公園がある。

## 引用
1. ↑  Landesamt für Statistik Niedersachsen, LSN-Online Regionaldatenbank, Tabelle A100001G: Fortschreibung des Bevölkerungsstandes, Stand 31. Dezember 2023